# Beersel

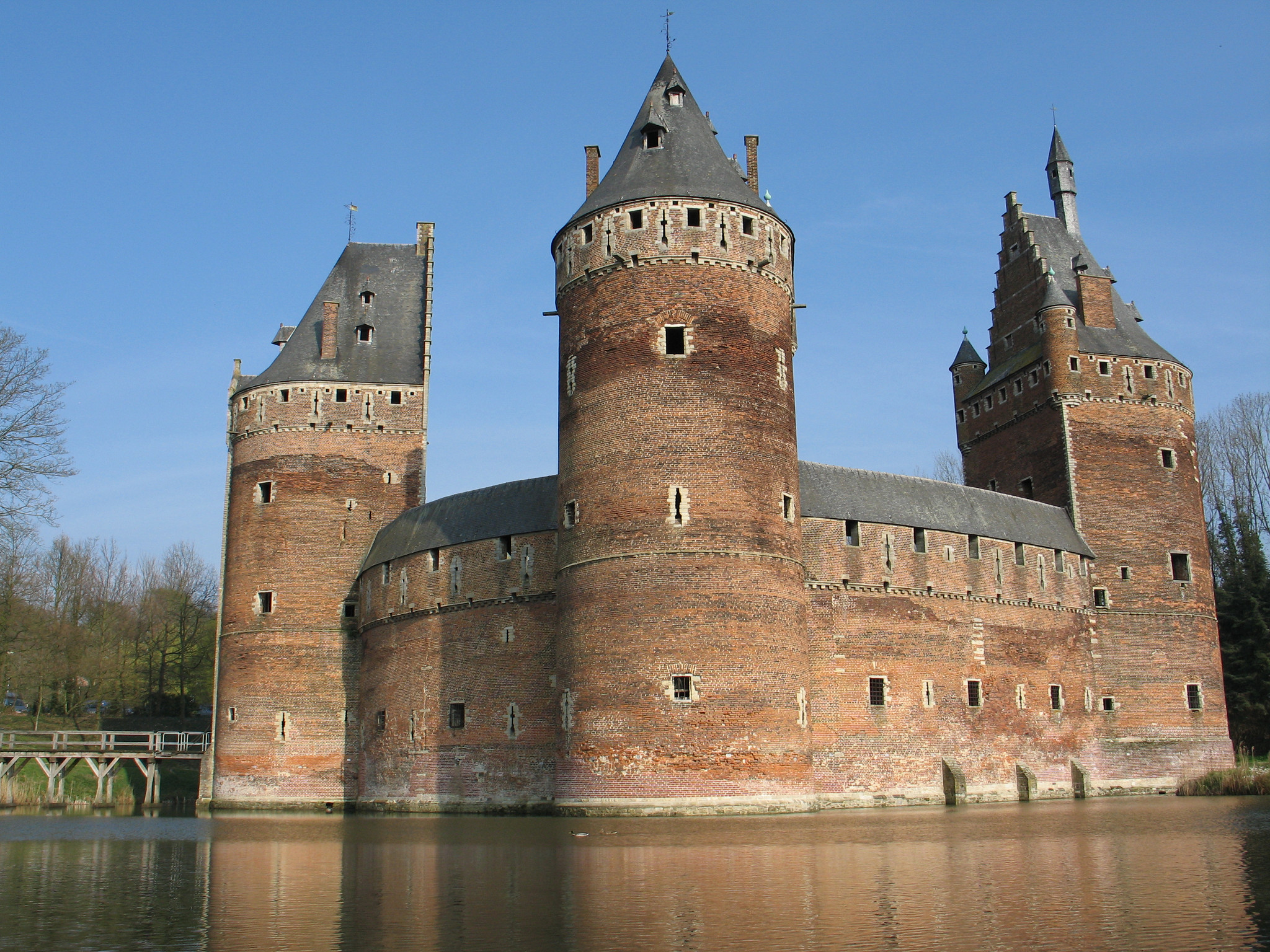
Kasteel van Beersel

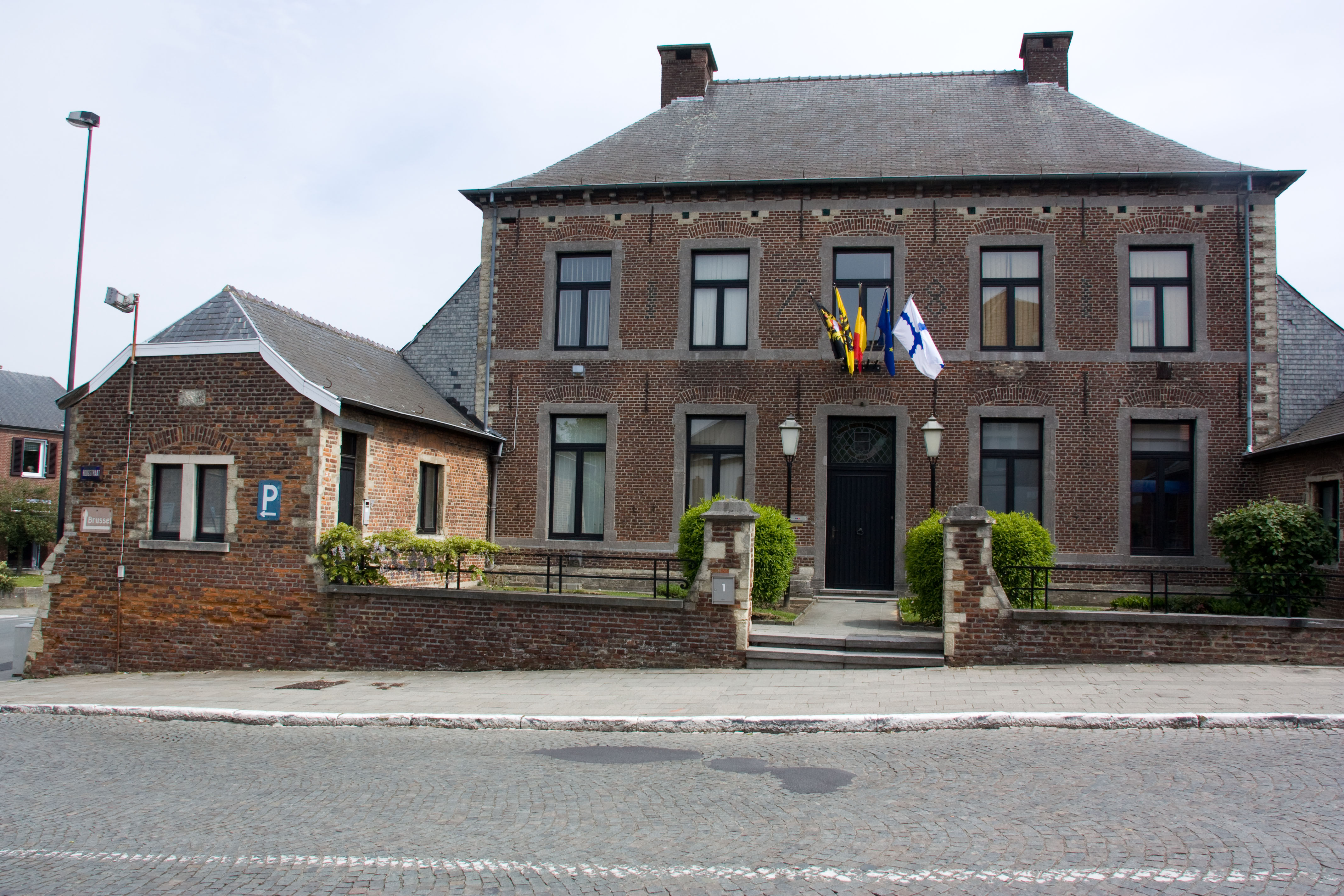
Het oude stadhuis van Beersel

Beersel is een plaats en gemeente in de Belgische provincie Vlaams-Brabant, gelegen aan de zuidrand van de Brusselse agglomeratie, waarmee het vergroeid is

## Geschiedenis
De naam Beersel wordt voor het eerst vermeld in 847 (als Bersalis). De plaats behoorde aanvankelijk tot de meierij van (Sint-Genesius-) Rode. Intussen bezaten de heren van Beersel in dit gebied een allodium en een klein leengoed, dat aan verschillende geslachten heeft toebehoord. De eerst bekende heer van Beersel was Godfried van Hellebeke, seneschalk van het hertogdom Brabant, een functie die de Beerselse slotheren zullen blijven behouden. Hij bezat er ca. 1312 reeds een burcht. In 1391 verkreeg Jan I van Witthem (overleden 1405), seneschalk onder hertogin Johanna van Brabant en haar echtgenoot Wenceslas van Luxemburg, de erkenning van zijn heerlijke rechten over Brussel en omgeving. Met de hulp van een Brusselse volksmilitie slaagde hij erin het naburige kasteel van Gaasbeek, waar de moordenaars van Everaard t'Serclaes zich verscholen hadden, in te nemen. Zijn nakomelingen zullen zeven generaties lang, tot het einde van de 16e eeuw, burchtheren blijven.

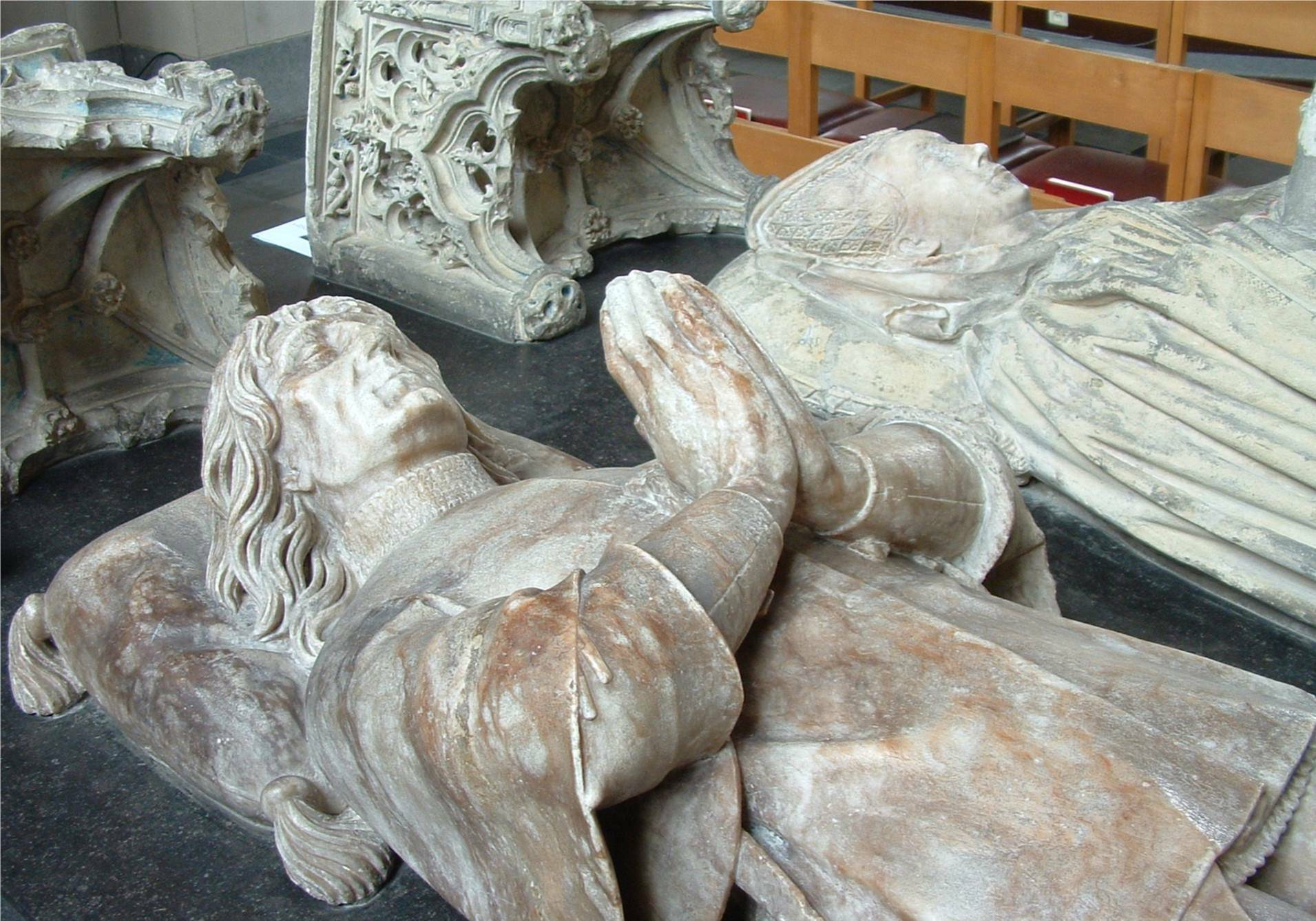
Albasten beelden van Hendrik II van Witthem (overleden 1454) en zijn echtgenote Jacoba van Glimes; Hendrik III liet dit grafmonument voor zijn ouders oprichten in de Sint-Lambertuskerk van Beersel

Onder Hendrik III van Witthem (achterkleinzoon van Jan I) werd het kasteel in 1489 ingenomen door een troepenmacht uit Brussel, dat in opstand was gekomen tegen Maximiliaan van Oostenrijk. De woedende Brusselaars verwoestten eerst de stadswoning van Hendrik in de Voldersstraat, en trokken toen, onder leiding van Filips van Kleef, met zwaar geschut naar Beersel. De burcht werd verdedigd door Hendriks zoon Filips van Witthem, aanvankelijk met succes. Maar bij een tweede poging werd ze zwaar beschadigd, en moest het garnizoen zich overgeven. De kapitein, Willem van Ramilly, werd openbaar gelyncht op de Brusselse Grote Markt. Maximiliaan nam echter wraak en belegerde Brussel, dat door uitputting en pest moest capituleren. De Brusselaars werden ertoe verplicht het huis van Hendrik terug op te bouwen en het kasteel van Beersel te herstellen.
Op 26 mei 1491 werd Hendrik III van Witthem, burchtheer van Beersel, verheven tot ridder in de Orde van het Gulden Vlies, en later tot kamerheer van keizer Karel V. Hij werd zo een van de machtigste heren van zijn tijd. Hij overleed op 17 september 1515. Zijn zoon Filips (overleden 1523) volgde hem op. Toen Filips’ kleinzoon Jan II in 1591 overleed, verdween de laatste mannelijke erfgenaam van het geslacht van Witthem. Door het huwelijk van zijn dochter Ernestina ging het kasteel en de heerlijkheid over in de handen van de hertogen van Arenberg. Door verwaarlozing raakte het kasteel in verval naar het einde van de 18e eeuw. Onder koning Willem I werd het tijdelijk in gebruik genomen als katoenweverij (1818), maar de onderneming kende weinig succes. Ten slotte werd het gedeeltelijk afgebroken en verder aan het verval overgelaten. Een grondige restauratie rond het midden van de 20e eeuw wist echter een van de zuiverste voorbeelden van laatmiddeleeuwse militaire architectuur van de ondergang te redden.

### Tweede Wereldoorlog
De gemeente werd rond 23 mei 1940 bezet door het Duitse leger en bevrijd op 3 september 1944. Minstens twee weerstanders werden naar het Auffanglager van Breendonk gedeporteerd.

## Geografie
De gemeente wordt gerekend tot de streek Zennevallei en heeft een oppervlakte van 30,40 km².

### Deelgemeenten
Op 1 januari 1977 fuseerde Beersel met Alsemberg, Dworp, Huizingen en Lot tot de huidige gemeente Beersel. De nieuwe gemeente stelde tevergeefs voor haar naam te wijzigen in "Kesterbeek".
| # | Naam      | Opp. (km²) | Inwoners (2020) | Inwoners per km² | NIS-code |
| - | --------- | ---------- | --------------- | ---------------- | -------- |
| 1 | Beersel   | 6,27       | 6.013           | 959              | 23003A   |
| 2 | Lot       | 5,34       | 4.754           | 890              | 23003E   |
| 3 | Alsemberg | 6,24       | 5.981           | 958              | 23003B   |
| 4 | Dworp     | 9,63       | 5.445           | 566              | 23003C   |
| 5 | Huizingen | 2,92       | 3.145           | 1.078            | 23003D   |

## Bezienswaardigheden
- Het Kasteel van Beersel
- De Sint-Agneskapel van 1963, nu in gebruik als Koreaanse kerk.
- Het Dwersboskasteel
- Het Kasteel Rondenbos
- De Sint-Lambertuskerk
- Het Sanatorium Brugmann

## Natuur en landschap
Beersel bevindt zich op de steile oostelijke rand van de Zennevallei op een hoogte van 25 meter (Zennevallei) tot 117 meter. Beersel is sterk verstedelijk doordat het aan de rand van de Brusselse agglomeratie ligt. Bij het sanatorium ligt het Gasthuisbos. Bij het Dwersboskasteel ligt het Dwersbos.

## Demografie
Een inwoner van Beersel wordt een Beerselaar genoemd.

### Demografische evolutie voor de fusie
- Bronnen:NIS, Opm:1831 tot en met 1970=volkstellingen

### Demografische ontwikkeling van de fusiegemeente
Alle historische gegevens hebben betrekking op de huidige gemeente, inclusief deelgemeenten, zoals ontstaan na de fusie van 1 januari 1977.
- Bronnen:NIS, Opm:1806 tot en met 1981=volkstellingen; 1990 en later= inwonertal op 1 januari

| Inwoners van jaar tot jaar op 1 januari 1992 tot heden | Inwoners van jaar tot jaar op 1 januari 1992 tot heden | Inwoners van jaar tot jaar op 1 januari 1992 tot heden |
| jaar                                                   | Aantal                                                 | Evolutie: 1992=index 100                               |
| ------------------------------------------------------ | ------------------------------------------------------ | ------------------------------------------------------ |
| 1992                                                   | 22.311                                                 | 100,0                                                  |
| 1993                                                   | 22.479                                                 | 100,8                                                  |
| 1994                                                   | 22.552                                                 | 101,1                                                  |
| 1995                                                   | 22.715                                                 | 101,8                                                  |
| 1996                                                   | 22.710                                                 | 101,8                                                  |
| 1997                                                   | 22.746                                                 | 101,9                                                  |
| 1998                                                   | 22.753                                                 | 102,0                                                  |
| 1999                                                   | 22.853                                                 | 102,4                                                  |
| 2000                                                   | 22.880                                                 | 102,6                                                  |
| 2001                                                   | 22.919                                                 | 102,7                                                  |
| 2002                                                   | 23.043                                                 | 103,3                                                  |
| 2003                                                   | 23.108                                                 | 103,6                                                  |
| 2004                                                   | 23.214                                                 | 104,0                                                  |
| 2005                                                   | 23.337                                                 | 104,6                                                  |
| 2006                                                   | 23.433                                                 | 105,0                                                  |
| 2007                                                   | 23.578                                                 | 105,7                                                  |
| 2008                                                   | 23.592                                                 | 105,7                                                  |
| 2009                                                   | 23.756                                                 | 106,5                                                  |
| 2010                                                   | 23.903                                                 | 107,1                                                  |
| 2011                                                   | 24.209                                                 | 108,5                                                  |
| 2012                                                   | 24.244                                                 | 108,7                                                  |
| 2013                                                   | 24.322                                                 | 109,0                                                  |
| 2014                                                   | 24.496                                                 | 109,8                                                  |
| 2015                                                   | 24.588                                                 | 110,2                                                  |
| 2016                                                   | 24.745                                                 | 110,9                                                  |
| 2017                                                   | 24.992                                                 | 112,0                                                  |
| 2018                                                   | 25.069                                                 | 112,4                                                  |
| 2019                                                   | 25.251                                                 | 113,2                                                  |
| 2020                                                   | 25.343                                                 | 113,6                                                  |
| 2021                                                   | 25.756                                                 | 115,4                                                  |
| 2022                                                   | 26.013                                                 | 116,6                                                  |
| 2023                                                   | 26.474                                                 | 118,7                                                  |
| 2024                                                   | 26.505                                                 | 118,8                                                  |
| 2025                                                   | 26.593                                                 | 119,2                                                  |

## Politiek

### Burgemeesters
- ? - 1986: Hubert Meerts
- 1986-2012: Hugo Casaer (CD&V), ere-burgemeester
- 2013-2023: Hugo Vandaele (CD&V)
- 2023-heden: Jo Vander Meylen (CD&V)

#### 2007-2012
Burgemeester is Hugo Casaer (CD&V/N-VA). Hij leidt een coalitie bestaande uit CD&V/N-VA en sp.a-Groen. Samen vormen ze een meerderheid van 14 op 27 zetels.

#### 2013-2018
Burgemeester is Hugo Vandaele (CD&V). Hij leidt een coalitie bestaande uit CD&V, Open Vld en sp.a-Groen. Samen vormen ze de meerderheid met 14 op 27 zetels.

#### 2019-2024
Burgemeester was tot 2023 Hugo Vandaele (Lijst Burgemeester) en vanaf 2023 Jo Vander Meylen (Lijst Burgemeester). De coalitie bestaat uit de Lijst Burgemeester, N-VA en Open Vld. Samen vormen ze een meerderheid van 18 op 29 zetels.

#### 2024-2030
Burgemeester is Jo Vander Meylen (Lijst Burgemeester). Hij leidt een coalitie bestaande uit Lijst Burgemeester, dat een nipte absolute meerderheid van 15 zetels had behaald, en het kartel N-VA + blauw. Samen vormen ze een meerderheid van 19 op 29 zetels.

### Resultaten gemeenteraadsverkiezingen sinds 1976
| Partij               | Partij                                        | 10-10-1976 | 10-10-1976 | 10-10-1982 | 10-10-1982 | 9-10-1988 | 9-10-1988 | 9-10-1994 | 9-10-1994 | 8-10-2000 | 8-10-2000 | 8-10-2006 | 8-10-2006 | 14-10-2012 | 14-10-2012 | 14-10-2018 | 14-10-2018 | 13-10-2024 | 13-10-2024 |
| Stemmen / Zetels     | Stemmen / Zetels                              | %          | 25         | %          | 27         | %         | 27        | %         | 27        | %         | 27        | %         | 27        | %          | 27         | %          | 29         | %          | 29         |
| -------------------- | --------------------------------------------- | ---------- | ---------- | ---------- | ---------- | --------- | --------- | --------- | --------- | --------- | --------- | --------- | --------- | ---------- | ---------- | ---------- | ---------- | ---------- | ---------- |
|                      | SP1/ sp.a-GroenB/ sp.a-plus2/ WijZijnBeerselF | 12,531     | 3          | 12,251     | 3          | 14,791    | 4         | 8,611     | 2         | 6,111     | 1         | 12,24B    | 3         | 12,25B     | 3          | 3,22       | 0          | 14,0F      | 4          |
|                      | Agalev1/ sp.a-GroenB/ Groen2/ WijZijnBeerselF | -          |            | 3,771      | 0          | -         |           | -         |           | 6,261     | 1         | 12,24B    | 3         | 12,25B     | 3          | 16,52      | 5          | 14,0F      | 4          |
|                      | CVP1/ CD&V/N-VAA/ CD&V2/ Lijst Burgemeester3  | 39,641     | 11         | 34,631     | 13         | 36,571    | 12        | 36,281    | 12        | 31,351    | 11        | 36,98A    | 11        | 31,012     | 10         | 27,53      | 9          | 43,83      | 15         |
|                      | VU1/ VU&ID2/ CD&V/N-VAA/ N-VA3/ N-VA+BlauwE   | 16,821     | 4          | 10,21      | 3          | 9,981     | 2         | 8,041     | 2         | 6,552     | 1         | 36,98A    | 11        | 24,333     | 8          | 22,73      | 7          | 14,3E      | 4          |
|                      | PVV1/ VLD2/ Open Vld3/ N-VA+BlauwE            | 13,521     | 3          | 15,241     | 5          | 19,981    | 6         | 16,432    | 5         | 18,082    | 5         | 16,42     | 4         | 7,233      | 1          | 7,83       | 2          | 14,3E      | 4          |
| Open Beersel4        | 6,474                                         | 13,521     | 3          | 15,241     | 5          | 19,981    | 6         | 16,432    | 5         | 18,082    | 5         | 16,42     | 4         | 1          |            | 7,83       | 2          | 14,3E      | 4          |
|                      | Vlaams Blok1/ Vlaams Belang2                  | -          |            | -          |            | -         |           | -         |           | 8,311     | 2         | 14,392    | 4         | 4,842      | 0          | 6,02       | 1          | 14,32      | 4          |
|                      | UFC/ Union BeerselD                           | -          |            | -          |            | -         |           | -         |           | 18,59C    | 6         | 19,99C    | 5         | 13,88D     | 4          | 16,4C      | 5          | -          |            |
|                      | FDF /                                         | -          |            | -          |            | 9,81      | 2         | 14,22     | 4         | 18,59C    | 6         | 19,99C    | 5         | 13,88D     | 4          | 16,4C      | 5          | -          |            |
|                      | PRL-IC1/ PRL2 /MR Beersel3                    | -          |            | 8,021      | 2          | 6,712     | 1         | 5,182     | 1         | 18,59C    | 6         | 19,99C    | 5         | 13,88D     | 4          | 16,4C      | 5          | 10,13      | 2          |
|                      | CRP1/ CHP-ETA2/ CHRP3                         | -          |            | 4,471      | 0          | 2,162     | 0         | 5,863     | 1         | 18,59C    | 6         | 19,99C    | 5         | 13,88D     | 4          | 16,4C      | 5          | -          |            |
|                      | DEGR                                          | -          |            | 7,12       | 1          | -         |           | -         |           | -         |           | -         |           | -          |            | -          |            | -          |            |
|                      | GB-RB                                         | 17,28      | 4          | -          |            | -         |           | -         |           | -         |           | -         |           | -          |            | -          |            | -          |            |
|                      | PVDA                                          | -          |            | -          |            | -         |           | -         |           | -         |           | -         |           | -          |            | 3,5        | 0          | -          |            |
| Anderen(*)           | Anderen(*)                                    | 0,21       | 0          | 4,32       | 0          | -         |           | 5,40      | 0         | 4,76      | 0         | -         |           | -          |            | -          |            | -          |            |
| Totaal stemmen       | Totaal stemmen                                | 13763      | 13763      | 14701      | 14701      | 15121     | 15121     | 15380     | 15380     | 15484     | 15484     | 16107     | 16107     | 15664      | 15664      | 16072      | 16072      | 11934      | 11934      |
| Opkomst %            | Opkomst %                                     | 16107      | 16107      | 15664      | 15664      | 93,37     | 93,37     | 92,58     | 92,58     | 91,67     | 91,67     | 93,24     | 93,24     | 90,29      | 90,29      | 91,2       | 91,2       | 66,0       | 66,0       |
| Blanco en ongeldig % | Blanco en ongeldig %                          | 4,51       | 4,51       | 4,79       | 4,79       | 4,35      | 4,35      | 5,67      | 5,67      | 3,54      | 3,54      | 3,22      | 3,22      | 3,12       | 3,12       | 3,8        | 3,8        | 2,4        | 2,4        |

De zetels van de gevormde coalitie staan vetjes afgedrukt. De grootste partij is in kleur.
 (*) 1976: Sermon W (0,21%) / 1982: EVA (3,23%), RAD (1,09%) / 1994: PS (3,42%), W.O.W. (1,98%) / 2000: O.R.B. (4,76%)
Een bekende politicus uit Beersel is Vlaams viceminister-president (2019-heden) en minister van Begroting en Financiën, Vlaamse Rand, Onroerend Erfgoed en Dierenwelzijn (2024-heden) Ben Weyts.

## Cultuur

### Strips
Het Suske en Wiske-album De schat van Beersel speelt zich grotendeels af in het kasteel van Beersel.

## Sport
- Voetbalploeg Verbroedering Beersel Drogenbos (voorheen SK Beersel, SK Beersel Drogenbos en VC Lot): komt momenteel uit in 2de provinciale Brabant.
- Zaalvoetbalploeg ZVK Willemskouter Beersel (ZVK WK Beersel) werd gesticht in 1986 en is daarmee de oudste club uit de regio. In 2012 besloot de club om de overstap te maken van recreatief naar competitief niveau. Het startte in 2012 in 4de provinciale waar het meteen ook de titel behaalde, en steeg het daaropvolgend seizoen via een tweede plaats naar 2e provinciale. Sinds 2018 komt de ploeg uit in 1ste provinciale van de V.Z.V.B. In 2020 eindigde de ploeg op een derde plaats na de stopzetting van het seizoen door Covid-19. Tot op heden is ZVK WK Beersel de ploeg die het hoogst gerangschikt staat in het Vlaamse Zaalvoetbalverbond uit de streek.
- Zaalvoetbalploeg ZVC Beersel komt sinds 2010 uit in de 1ste provinciale van de Vlaamse zaalvoetbalbond. ZVC Beersel werd in 3 jaar tijd 3 maal achtereenvolgens kampioen en klom dus in één ruk van 4de provinciale naar 1ste provinciale. In het seizoen 2010-2011 eindigde het op een 9de plaats. In 2020 speelde ZVC Beersel in 3e provinciale van het V.Z.V.B.
- Om de vier jaar organiseren de lokale ambtenaren van Beersel een wielerwedstrijd, de zogenaamde Grote ambtenarenpijl Beersel (GAB).

## Bekende Beerselaars
- Guillaume Dufay (1397-1474), componist
- Herman Teirlinck (1879-1967), schrijver
- Renaat Van Elslande (1916-2000), politicus
- Pierre Weemaels (1927-2004), componist, muziekpedagoog, dirigent en klarinettist
- Hilde Van Sumere (1932-2013), beeldhouwster
- Urbaan De Becker (1940-2015), journalist en radiopresentator
- Ben Weyts (1970-heden), politicus

## Nabijgelegen kernen
Drogenbos, Lot, Huizingen, Dworp, Alsemberg, Linkebeek